# Бней-Брак
Бней-Брак (івр. בְּנֵי בְּרַק) — місто в Ізраїлі, розташоване в Тель-Авівському окрузі, входить в агломерацію Ґуш-Дан, примикає до Тель-Авіва зі сходу. 
Засноване у 1924 році, статус міста отримало у 1950 році. Охоплювана площа — близько 7 км². 
За даними 2006 року чисельність населення становить 147,1 тис.чол., щорічний приріст населення — 2%. Більша частина жителів — релігійні євреї. Велика промислова зона. Декілька десятків релігійних шкіл.
В місті відсутні кінотеатри, дискотеки та інші розважальні установи. Велика частина вулиць в суботу закрита для транспорту. Через високу релігійність населення, більшість вважає світське навчання непотрібним — лише 15% випускників шкіл отримали атестат зрілості (в середьому по країні — 44%, у світських містах понад 60%). 

## Давній Бней-Брак
Давній Бней-Брак був філістимським містом, заснованим у період залізної доби, і лише за часів Другого Храму став єврейським. Він згадується на «обелізку Сінаххеріба» як філістимське місто.
З початку періоду Другого Храму місто стало поселенням юдеїв. Бней-Брак згадується кілька разів у Талмуді. Також місто згадане у Пасхальній Агаді як місце проживання раббі Аківи.
Місцем розташування давнього Бней-Брака вважається пагорб поблизу транспортної розв'язки Месубім, південніше Рамат-Гана, на території сучасного парку Аялон. Назва цього перехрестя також пов’язана з історією з Пасхальної Агади, де згадується, як раббі Аківа з іншими мудрецями святкували (івр. месубім — буквально «сиділи, облокотившись») Песах у Бней-Браку.

## Відомі особистості
В поселенні народився:
- Аарон Френкель (* 1957) — ізраїльський бізнесмен та інвестор.